# David Crosby
David Van Cortlandt Crosby (Los Angeles, 14 augustus 1941 – Santa Ynez, 18 januari 2023) was een Amerikaans gitarist en singer-songwriter. Hij maakte van 1965 tot 1968 deel uit van de folkrockgroep The Byrds en vormde daarna met Stephen Stills (van Buffalo Springfield) en Graham Nash (van The Hollies) de supergroep Crosby, Stills & Nash. Neil Young (ook van Buffalo Springfield) sloot zich bij hen aan toen ze op het Woodstock-festival optraden.

## Biografie

### Jeugd
David Crosby was de zoon van cameraman Floyd Delafield Crosby en Aliph Van Cortland Whitehead, die in 1940 met elkaar trouwden. Hun huwelijk hield twintig jaar lang stand, waarna Crosby's vader met de in Californië geboren scriptgirl Betty Cormack trouwde. Sindsdien werden hij en zijn vier jaar oudere broer, Ethan Crosby, opgevoed door hun biologische moeder. Door het succes van zijn vader, wiens camerawerk voor de dramafilm Tabu: A Story of the South Seas in 1931 bekroond werd met een Academy Award, werd de jonge Crosby opgescheept met een grote prestatiedruk en hij voelde zich ondergewaardeerd. Crosby was een driftige kwajongen die nauwelijks geïnteresseerd was in school en zich geregeld schuldig maakte aan inbraak.
Toen hij in Santa Barbara (Californië) naar de highschool ging, werkte Crosby in een koffiehuis. Naast de afwas en het afnemen van tafels mocht hij soms, tot ongenoegen van zijn vader, mee zingen bij de optredens aldaar. Als tiener vormde hij in 1958 met zijn broer een folkduo onder de naam Ethan & David. Het tweetal trad op in koffiehuizen; in 1960 speelden ze een keer met Cass Elliot (later van The Mamas and the Papas).
In een poging zijn vader een plezier te doen, schreef Crosby zich in 1960 in op de theaterschool Pasadena Playhouse. Al gauw stopte hij met zijn opleiding en ging hij naar Los Angeles, waar hij bluesgitaar speelde in een nachtclub genaamd The Unicorn. In het begin van de jaren zestig reisde Crosby (in zijn Jaguar uit 1943) naar New York, waar hij onder meer in Gerde's Folk City (een baantje dat hij via folkzanger Bob Gibson kreeg) en Café Wha? optrad. In 1961, kort nadat Crosby was verhuisd, ontfermde Fred Neil zich over hem. 

He showed me where to eat, where not to go, how to roll a proper joint, where to get guitar strings... He taught me a sizable chunk of what music was about, and even more about the whys and wherefores of being a musician. He was a hero to me.
— Crosby over Neils mentorschap in New York begin jaren zestig.

Na in 1962 kortstondig met Terry Callier te hebben opgetreden, vormde hij een folkgroep met Ethan Crosby, Bob Ingram en Mike Clough. Daarna trad hij op met Clem Floyd. Na enkele concerten voegde Lydia Wood zich bij dit tweetal. Een professionele carrière in de muziek begon voor Crosby in 1963, toen hij op verzoek van Les Baxter de Balladeers oprichtte met Ethan (indertijd Chip genoemd), Ingram en Clough. Dit kwartet nam een aantal liedjes op, waarvan vijf op de compilatie Jack Linkletter Presents a Folk Festival werden uitgebracht. Hij keerde in 1963 terug naar Los Angeles. Hij werd ontdekt door beginnend muziekproducent Jim Dickson, die in het najaar van 1963 een paar liedjes met hem opnam.

### The Byrds

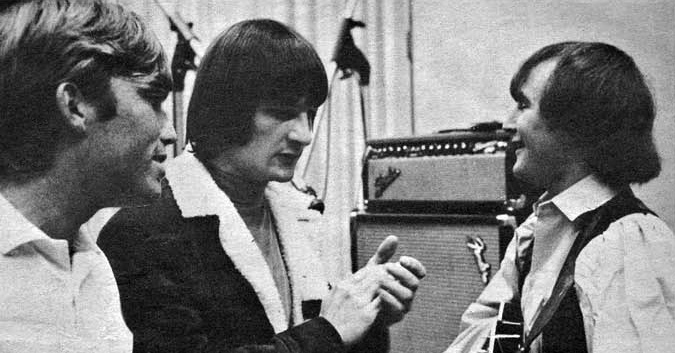
Crosby (rechts) in 1965 tijdens een opnamesessie van The Byrds, met links producent Terry Melcher en Gene Clark.

Crosby bezocht een optreden van Jim McGuinn in het folkcafé de Troubadour te Los Angeles en de twee raakten bevriend. Met Gene Clark vormden ze in 1963 de band The Jet Set. Ze namen een aantal demo's op met Dickson, die voor hen een platencontract regelde met Elektra Records. Platenbaas Jac Holzman was ontevreden over de naam Jet Set en doopte de groep om tot The Beefeaters. Op 7 oktober 1964 werd hun liedje "Please Let Me Love You" als eerste single uitgebracht. Aanvankelijk speelde Crosby basgitaar in deze groep, maar hij schakelde over op de gitaar toen Chris Hillman zich in het voorjaar van 1964 samen met drummer Michael Clarke bij hen aansloot.
Ze wijzigden hun naam in augustus 1964 naar The Byrds en oefenden onder Dicksons leiding enkele maanden in de World-Pacific Studios. Hun tweede single, in mei 1965 door Columbia Records uitgegeven, was een bewerking van de Bob Dylan-klassieker "Mr. Tambourine Man". Deze werd, zowel in de Verenigde Staten als het Verenigd Koninkrijk, een nummer één-hit. Afgezien van McGuinn hadden de overige bandleden nog nauwelijks ervaring met elektrische instrumenten en zij werden daarom bij de opnamen van "Mr. Tambourine Man" vervangen door sessiemuzikanten, onder wie drummer Hal Blaine en bassist Larry Knechtel.
The Byrds waren bekend vanwege het gitaarspel van McGuinn (op zijn 12-snarige gitaar) en de harmonieuze zangpartijen. Het meeste werk van The Byrds bestond uit covers en door Clark geschreven liedjes. McGuinn had de leiding in de groep, maar in de loop der tijd — vooral na Clarks vertrek in het voorjaar van 1966 — vervulde Crosby een steeds prominentere rol. Er was veel spanning tussen Crosby en McGuinn:

There was always a rub between me and David. He had to be on top, and this rivalry often turned ugly in the studio. [...] The tension hurt the Byrds terribly. We'd be searching for material and fights would break out. They got physical, and David was often at the center of them.
— McGuinn over de spanningen tussen Crosby en de andere bandleden.

De spanningen verergerden op het Monterey Pop Festival. The Byrds speelden op 17 juni 1967 op dat festival en Crosby maakte van de gelegenheid gebruik om zijn opvattingen over de geloofwaardigheid van het eindrapport van de Commissie-Warren en over de voordelen van lsd te uiten. De volgende dag trad Crosby met Buffalo Springfield op. Neil Young had deze band tijdelijk verlaten en Stephen Stills vroeg daarom Crosby om hem te vervangen. Deze gebeurtenissen leidden tot veel ergernis bij McGuinn. Tijdens de opnamen van het album The Notorious Byrd Brothers, in oktober 1967, werd het door Crosby geschreven liedje "Triad" door de andere bandleden afgewezen. Ze namen het wel op, maar wilden niet dat het op het album zou komen. Crosby was hier zeer ontstemd over en liep tijdens de opnamen van "Goin' Back" zonder iets te zeggen de studio uit. Later werd hij door McGuinn en Hillman uit de band gezet.
In 1973 kwamen The Byrds nog eenmaal bij elkaar in de originele vijfkoppige bezetting om het album "Byrds" op te nemen. Dit reüniealbum werd door Crosby geproduceerd en draagt duidelijk het muzikale stempel van David Crosby.

### Crosby, Stills, Nash & Young

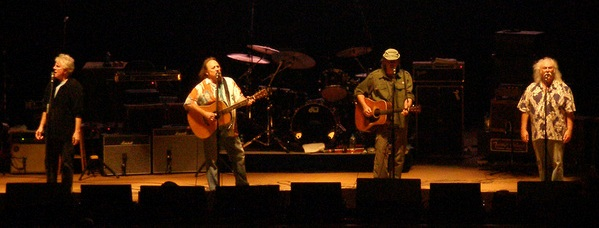
Van links naar rechts: Graham Nash, Stephen Stills, Neil Young en Crosby tijdens een optreden in 2006.

Na zijn periode bij The Byrds vertrok de ontgoochelde Crosby naar Florida om een zeilboot (een schoener genaamd 'The Mayan') te kopen. Hij woonde erop en was van plan om een wereldreis te maken. In november 1967 bezocht hij een optreden van Joni Mitchell in 'The Gaslight South', in Miami. De twee trokken nadien veel met elkaar op en hadden ook even een relatie. Crosby besloot toch niet de wereld rond te reizen, maar verhuisde met Mitchell naar Los Angeles. Mitchell sloot een platencontract met Reprise Records en mocht een album opnemen, maar alleen als iemand die bekend was met het folkrockgenre de productie voor zijn rekening zou nemen. Crosby 'produceerde' haar debuutalbum, Song to a Seagull, dat in 1968 in de Sunset Sound-studio's werd opgenomen. Tegelijkertijd werkte Buffalo Springfield daar aan hun derde en laatste album: Last time around. Stills speelde op Mitchells album gitaar en basgitaar.
Crosby en Stills richtten in 1968 Crosby, Stills & Nash (CSN) op met de Britse muzikant Graham Nash (van The Hollies). Het is onduidelijk waar deze groep gevormd werd: volgens Crosby en Nash speelden ze voor het eerst samen in de woonkamer van Mitchell, maar volgens Stills gebeurde dit tijdens een feestje in het huis van Mama Cass. In de zomer van 1968 namen ze in de Wally Heider Studios te San Francisco hun gelijknamige debuutalbum op, dat op 29 mei 1969 door Atlantic Records werd uitgegeven. Crosby schreef drie van de liedjes: "Guinnevere", "Wooden ships" en "Long time gone". Het drumspel werd verzorgd door Dallas Taylor, die indertijd met Crosby en Stills in een huis van Peter Tork (van The Monkees) woonde. CSN bereikte met Crosby, Stills & Nash de zesde plaats in de Amerikaanse hitlijst en won een Grammy Award als beste nieuwkomer.
Tijdens de opnamen van hun tweede album, getiteld Déjà Vu, sloot Young zich bij hen aan. In augustus 1969 speelden Crosby, Stills, Nash & Young (CSNY) op het Woodstock-festival. Crosby’s vriendin, Christine Hinton, verongelukte op 30 september 1969 in de buurt van hun woning in Novato toen ze in zijn Volkswagen-busje naar de dierenarts reed. Door deze gebeurtenis raakte Crosby depressief.

### 1970-2015
Ook is hij onder andere te horen op Harvest, het succesvolste soloalbum van Neil Young uit 1972. In de vaak complexe, herkenbare harmonieën van zijn gezelschappen neemt hij doorgaans de bovenstem voor zijn rekening. Zijn stem is rauw en schel en vaak zet hij zijn kopstem op.
In 1985 zat hij negen maanden opgesloten in Texas wegens drugsbezit, maar in hoger beroep werd hij vrijgelaten. Een aantal jaren later moest hij, mogelijkerwijs mede door zijn drankgebruik, een levertransplantatie ondergaan. Op 6 maart 1987 werd hij in New York opgepakt wegens wapen- en drugsbezit. Hij had bagage achtergelaten in een hotel. Nadat een hotelmedewerker bij een poging de eigenaar te achterhalen een 45 kaliber-wapen, een mes en marihuana vond, werd hij opgepakt.
Om Melissa Etheridge en haar lesbische partner aan een kind te helpen heeft David Crosby sperma afgestaan. Hij heeft nog een zoon, James Raymond, die gelijk bij de geboorte ter adoptie afgestaan werd, maar met wie hij herenigd is. Samen met hem en Jeff Pevar vormde hij een band, Crosby, Pevar en Raymond. Ook trad hij nog steeds met Stephen Stills en Graham Nash op, maar meestal alleen met Nash.
Crosby (en Nash) zijn te zien op de dvd Remember That Night van David Gilmour. Naast meezingen met onder andere Shine On You Crazy Diamond brengen ze, samen met Gilmour, ook hun eigen nummer Find the cost of freedom ten gehore. Tevens waren ze ook te horen in de titeltrack van Gilmours album On an Island uit 2006.

### Lighthouse en Sky Trails periode
In 2015 stopte Crosby met Crosby, Stills & Nash, nadat de vriendschap met Stills en Nash vrijwel stukgelopen was (wat hij aan zijn eigen opvliegendheid weet). Hij ging zich daarna op solowerk focussen. Sindsdien bracht hij in hoog tempo nieuwe en goed ontvangen albums uit, waaronder Lighthouse in 2016 en Sky Trails uit 2017. Hij toerde beurtelings met de folk-gerichte Lighthouse band en de meer rock-gerichte band Sky Trails band. In beide bands speelden muzikanten uit het muzikantenbestand van Snarky Puppy. De Lighthouse band bestond naast Crosby uit Michelle Willis, Becca Stevens en Michael League. In de Sky Trails band werd Crosby bijgestaan door James Raymond, Jeff Pefar, Mai Leisz, Steve DiStanislao en Michelle Willis. Ook kwam er in 2019 een biografische documentaire over Crosby, genaamd David Crosby: Remember my name, waarin hij uitgebreid inging op zijn vele pijnlijk stukgelopen vriendschappen, het ouder worden, en de naderende dood. 
In 2021 gaf de 79-jarige Crosby in een interview met Howard Stern aan dat de functie van zijn handen door tendinitis achteruit ging en hij verwachtte nog ongeveer een jaar in staat te zullen zijn gitaar te spelen. In 2022 gaf hij aan met pensioen te gaan. Eind 2022 kwam hij daar op terug. Hij richtte een nieuwe band op met daarin Stephen Stills' zoon Chris Stills en Dean Parks op gitaar afwisselend James Hutchinson en Lee Sklar op basgitaar, Crosby's zoon James Raymond op toetsen en Steve diStanislao op drums. Gitaarspelen kon Crosby inmiddels niet meer.  De setlist zou bestaan uit songs uit de Crosby Stills Nash & Young-periode en moest een ode aan zijn oude bandgenoten worden en de arangementen zouden zo dicht mogelijk bij de studio opnames van de oude songs blijven.
Het geplande eerste optreden van deze band kwam er niet door Crosby’s overlijden. De band besloot na Crosby’s overlijden de geplande setlist toch in te studeren voor een tribute-concert in het Lobero Theatre in Santa Barbara. De band  nam daarvoor de bandnaam Stand and Be Counted aan.
Van de Lighthouse band wordt nog een postuum album verwacht waarvan de opnames in het najaar van 2022 al waren afgerond.

### Overlijden
Op 14 januari 2023 testte Crosby positief op COVID-19. Enkele dagen later, op 18 januari 2023 overleed David Crosby op 81-jarige leeftijd thuis aan complicaties van die ziekte en in het bijzijn van zijn vrouw Jan en zijn zoon Django.

## Trivia
David Crosby was een fervent gebruiker van sociale media. In de jaren 1980 gebruikte hij vooral een fax om korte berichtjes rond te sturen. Toen hij midden jaren 1990 bevriend raakte met journalist en schrijver Steve Silberman leerde hij van hem te e-mailen en werd hij actief op diverse internet fora. Later werd hij vooral actief op Twitter waar hij tot zijn laatste dag volop zijn mening bleef ventileren.

## Discografie

### Soloalbums
- If I Could Only Remember My Name (1971)
- Oh Yes I Can (1989)
- Thousand Roads (1993)
- It's All Coming Back To Me Now... (1995)
- Voyage, Box Set (2006)
- Croz (2014)
- Lighthouse (2016)
- Sky Trails (2017)
- Here If You Listen (2018) (met de Lighthouse band)
- For Free (2021)

### Voetnoten
1. ↑  Hillman leerde het drietal (Crosby, McGuinn en Clark) kennen via Dickson, die in 1963 het album When the Ship Comes In van The Hillmen produceerde. Het album werd niet uitgebracht, in 1969 verschenen de opnames op het album The Hillman. Hillman speelde mandoline in deze bluegrassgroep en nam in The Byrds de baspartijen voor zijn rekening, hoewel hij dat instrument niet eerder had bespeeld.

### Verwijzingen
1. ↑  Rogan 1998a, p. 127.
2. 1 2 3 4 5 6  Kiersh, Edward (oktober 1985). "The Death of David Crosby". SPIN. Uitg.: SPIN Media LLC, ISSN 0886-3032.
3. 1 2 3  (en) David Crosby’s Band Says the Singer Wanted to Make Peace with CSNY, Rolling Stone, 12 juli 2023
4. 1 2  Prown, Pete; Harvey P. Newquist en Jon F. Eiche (1997). Legends of rock guitar: the essential reference of rock's greatest guitarists, p. 45-46. Uitg.: Hal Leonard Corporation, ISBN 9780793540426.
5. 1 2  Crosby 2006, p. 121.
6. 1 2  David Crosby in de Notable Names Database (NNDB). Geraadpleegd op 17 oktober 2011.
7. ↑  Drew, William M. (2010). The last silent picture show: silent films on American screens in the 1930s, p. 30. Uitg.: Scarecrow Press, ISBN 9780810876804.
8. ↑  PBS Frontline (4 maart 2004). Interview met David Crosby. Geraadpleegd op 17 oktober 2011.
9. 1 2  David Crosby op starclustermusic.de. Geraadpleegd op 17 oktober 2011. (gearchiveerd)
10. 1 2  Viglione, Joe. Biografie van Buzzy Linhart. Allmusic. Geraadpleegd op 19 oktober 2011.
11. ↑   Gibson, Bob, Carole Bender (2001). Bob Gibson: I come for to sing — the stops along the way of a folk music legend. Pelican Publishing. ISBN 9781565549081.
12. ↑  Decurtis, Anthony (20 juli 2001). "Rocking My Life Away: Fred Neil". Rolling Stone. Geraadpleegd op 19 oktober 2011.
13. ↑  Lewis, Randy (10 juli 2001). "Fred Neil; Reclusive Musician Wrote 'Everybody's Talkin'". Los Angeles Times. Geraadpleegd op 19 oktober 2011.
14. ↑  Billboard, vol. 75, nr. 37 (14 september 1963). "Les' Boys", p. 12. Uitg.: Nielsen Business Media, ISSN 0006-2510.
15. ↑  Hughes, Rob (27 juni 2011). "Jim Dickson obituary — Producer and manager behind the Byrds". The Guardian. Geraadpleegd op 18 oktober 2011.
16. 1 2  Unterberger, Richie. The Jet Set → Biography. Allmusic. Geraadpleegd op 20 oktober 2011.
17. ↑  Rogan 1998a, p. 543.
18. 1 2  Meyer, David N. (2008). Twenty Thousand Roads: The Ballad of Gram Parsons and His Cosmic American Music, p. 215-216. Uitg.: Bloomsbury Publishing, ISBN 9780747565772.
19. ↑  Leopold, Todd (27 september 2006). "The jingle-jangle daylight of the Byrds". CNN. Geraadpleegd op 20 oktober 2011.
20. ↑  Dimery, Robert (2007). "The Byrds — Fifth Dimension". 1001 Albums You Must Hear Before You Die, p. 86. Uitg.: Quintet Publishing, ISBN 9781844033928.
21. ↑  Unterberger, Richie. The Byrds → Biography. Allmusic. Geraadpleegd op 20 oktober 2011.
22. ↑  Fong-Torres, Ben (23 juli 1970). "David Crosby: The Rolling Stone Interview". Rolling Stone. Geraadpleegd op 23 oktober 2011.
23. ↑  Zimmer e.a. 2008, p. 57.
24. ↑  Zimmer e.a. 2008, p. 62.
25. ↑  "Crosby, Stills, Nash and Young" in The Rolling Stone Encyclopedia of Rock and Roll, p. 224-225. Uitg.: Rolling Stone Press 2001, ISBN 9780743201209.
26. 1 2  Browne, David (2011). Fire and Rain: The Beatles, Simon and Garfunkel, James Taylor, CSNY, and the Bittersweet Story of 1970, p. 101. Uitg.: Da Capo Press, ISBN 9780306818509.
27. ↑  Weller, Sheila (april 2008). "The Rebel Angels", p. 3. Vanity Fair. Geraadpleegd op 24 oktober 2011. (gearchiveerd)
28. 1 2  Hoskyns, Barney (16 oktober 2005). "Lady of the Canyon". The Guardian. Geraadpleegd op 24 oktober 2011.
29. ↑  Hoskyns, Barney (2007). Hotel California: The True-Life Adventures of Crosby, Stills, Nash, Young, Mitchell, Taylor, Browne, Ronstadt, Geffen, the Eagles, and Their Many Friends, p. 36. Uitg.: John Wiley and Sons, ISBN 9780470127773.
30. ↑  Unterberger, Richie (november 2011). "Hello Goodbye: Greg Reeves And Crosby, Stills, Nash & Young". Mojo, p. 146.
31. ↑  Zimmer e.a. 2008, p. 119.
32. 1 2 3  Crosby, Stills and Nash - Biography. Rolling Stone. Gearchiveerd op 7 maart 2012. Geraadpleegd op 21 maart 2016.
33. ↑  (en) Rob Laing, David Crosby: “I am losing my ability to play guitar", Music Radar, 24 juni 2021
34. ↑  (en) Instagram bericht van Crosby’s goede vriend schrijver Steve Silberman, Instagram, 18 december 2022
35. ↑  (en)  Aankondiging van het voor 22 februari 2023 geplande debuut in het Lobero theatre in Santa Barbara, Twitter, 12 januari 2023
36. ↑  (en)  Stand and Be Counted – A tribute to the music of CSNY performed by David Crosby’s last band, Lobero Theatre, geraadpleegd op 10 juli 2023
37. ↑  (en)  CNN interview Don Lemon, Steve Silberman naar aantijging van het overlijden van Crosby, Facebookprofiel Steve Silberman, 20 januari 2023
38. 1 2  (en) Steve Silberman, The Next Quiet Place: My Unlikely Friendship with David Crosby, Relix, 23 maart 2023
39. ↑  (en) David Crosby, legendary singer and songwriter, dead at 81, CNN, 19 januari 2023.
40. ↑  David Crosby, Iconoclastic Rocker, Dead at 81, Rolling Stone, 19 januari 2023.
41. ↑  (en) Twitter profiel van David Crosby, Twitter, geraadpleegd op 4 juni 2023

- Bibsys: 1076973
- Biblioteca Nacional de España: XX898178
- Bibliothèque nationale de France: cb13946317z (data)
- CiNii: DA17111130
- Gemeinsame Normdatei: 118874950
- International Standard Name Identifier: 0000 0001 1476 1378
- Library of Congress Control Number: n83177197
- MusicBrainz: e90f9815-221d-4e10-8675-e75c07988113
- Nationale Bibliotheek van Tsjechië: jo2005267899
- Nationale Bibliotheek van Israël: 987007449639805171
- Nationale en Universitaire bibliotheek Zagreb: 000066575
- Nederlandse Thesaurus van Auteursnamen: 074268805
- Istituto Centrale per il Catalogo Unico: UBOV513631
- LIBRIS: 226942
- Système universitaire de documentation: 147651433
- Virtual International Authority File: 84171482
- WorldCat: E39PBJwmVV9FvBBtwyqjqGwwG3

David Crosby · Stephen Stills · Graham Nash · Neil Young